# Marali
Marali / Moralija (cyr. Моралија) – wieś w Kosowie, w regionie Prizren, w gminie Malishevë/Mališevo. W 2011 roku liczyła 1137 mieszkańców. 